# Karl Namnganda

Karl Namnganda, né le 8 février 1996 à Bangui, est un footballeur professionnel et international centrafricain, qui joue au poste d'attaquant dans le club bulgare du Pirin Blagoevgrad.

## Biographie

### Jeunesse
Karl Namnganda quitte la République centrafricaine à l'âge d'un an pour rejoindre la France, et grandit à Vigneux-sur-Seine dans l'Essonne.

### En club
Karl Namnganda commence sa carrière en 2003 à Vigneux sur seine le club de son enfance. En 2016, à l'issue d'un essai  avec le RFC Seraing, il signe son premier contrat professionnel.
En 2018 il s'engager avec le club du So Cholet, il ne dispute qu'un match avec l’équipe première en National . Il rejoint à l'issue de cette saison le Pouzauges Bocage FC, promu en National 3.
À l'intersaison 2021, il rejoint Vendée Les Herbiers, qui évolue en National 2.
Au mercato hivernal 2023, il rejoint la roche Vendee football qui évolue en national 3 a l'issue de cette saison il termine champions de national 3 qui propulse le club en national 2 après 20 ans d'attente du club 

### En sélection
En septembre 2021, Karl Namnganda est convoqué pour la première fois en équipe de République centrafricaine par Raoul Savoy. Le 6 septembre, il dispute son premier match face au Liberia dans le cadre des qualifications à la Coupe du monde 2022, et durant lequel les Fauves s'inclinent 1-0.
Le 7 octobre 2021, lors d'un match au Nigeria, il remplace Cyrus Grengou à la 55e minute et inscrit en contre-attaque l'unique but du match à la dernière minute de jeu, permettant une victoire historique de la République centrafricaine, considérée comme l'un des plus grands exploits du football centrafricain .
Le 5 juin 2022, lors du match de la deuxième journée des tours éliminatoires de la CAN, Karl marque l'unique but des fauves et permet a son équipes de repartir avec le point du match nul. 

## Matchs internationaux
| Matchs internationaux de Karl Namnganda | Matchs internationaux de Karl Namnganda | Matchs internationaux de Karl Namnganda                 | Matchs internationaux de Karl Namnganda | Matchs internationaux de Karl Namnganda | Matchs internationaux de Karl Namnganda | Matchs internationaux de Karl Namnganda                                    |
| #                                       | Date                                    | Lieu                                                    | Adversaire                              | Résultat                                | Compétition                             | Notes                                                                      |
| --------------------------------------- | --------------------------------------- | ------------------------------------------------------- | --------------------------------------- | --------------------------------------- | --------------------------------------- | -------------------------------------------------------------------------- |
| 1                                       | 6 septembre 2021                        | Complexe multisports de Japoma, Japoma, Cameroun        | Liberia                                 | 0 - 1                                   | Qualifications à la Coupe du monde 2022 | Titulaire et remplacé par Delphin Mokonou à la 53e minute de jeu.          |
| 2                                       | 7 octobre 2021                          | Stade Teslim-Balogun, Lagos, Nigeria                    | Nigeria                                 | 0 - 1                                   | Qualifications à la Coupe du monde 2022 | Entre en jeu à la place de Cyrus Grengou à la 55e minute de jeu et buteur. |
| 3                                       | 10 octobre 2021                         | Complexe multisports de Japoma, Japoma, Cameroun        | Nigeria                                 | 0 - 2                                   | Qualifications à la Coupe du monde 2022 | Entre en jeu à la place d'Axel Urie à la 55e minute de jeu.                |
| 4                                       | 13 novembre 2021                        | Estádio Municipal Adérito Sena, Mindelo, Cap-Vert       | Cap-Vert                                | 2 - 1                                   | Qualifications à la Coupe du monde 2022 | Titulaire.                                                                 |
| 5                                       | 16 novembre 2021                        | Stade Ibn-Batouta, Tanger, Maroc                        | Liberia                                 | 3 - 1                                   | Qualifications à la Coupe du monde 2022 | Entre en jeu à la place de Melky Ndokomandji à la 29e minute de jeu.       |
| 6                                       | 23 mars 2022                            | Benjamin Mkapa National Stadium, Dar es Salam, Tanzanie | Tanzanie                                | 3 - 1                                   | Match amical                            | Titulaire.                                                                 |
| 7                                       | 26 mars 2022                            | Benjamin Mkapa National Stadium, Dar es Salam, Tanzanie | Soudan                                  | 0 - 0                                   | Match amical                            | Titulaire et remplacé par Georgino M'Vondo Zé à la 87e minute de jeu.      |
| 8                                       | 1er juin 2022                           | Stade national du 11-Novembre, Luanda, Angola           | Angola                                  | 2 - 1                                   | Qualifications à la CAN 2023            | Titulaire.                                                                 |
| 9                                       | 5 juin 2022                             | Stade national du 11-Novembre, Luanda, Angola           | Ghana                                   | 1 - 1                                   | Qualifications à la CAN 2023            | Titulaire et buteur.                                                       |
| 10                                      | 23 mars 2023                            | Kianja Barea, Antananarivo, Madagascar                  | Madagascar                              | 0 - 3                                   | Qualifications à la CAN 2023            | Entre en jeu à la place de Samuel Nlend à la 67e minute de jeu.            |